# Bussero (métro de Milan)
Pour les articles homonymes, voir Bussero (homonymie).
Bussero est une station de la ligne 2 du métro de Milan, située sur la commune de Bussero.